# Baryconus imperfectus
Baryconus imperfectus är en stekelart som beskrevs av Alan Parkhurst Dodd 1916. Baryconus imperfectus ingår i släktet Baryconus och familjen Scelionidae. Inga underarter finns listade.